# جوني سانشيز
جوني سانشيز (بالإسبانية: Jonny Sánchez)‏ (مواليد 12 مايو 1987) هو ملاكم فنزويلي، مثّل بلاده في الألعاب الأولمبية الصيفية 2008.

## روابط خارجية
جوني سانشيز على موقع أوليمبيديا (الإنجليزية)